# 種貸
種貸（たねかし）とは、日本において凶年の際に領主が困窮した農民に種籾や麦種を貸し与えること。その代金を貸す場合もある。

## 概要
中世の頃（室町時代・戦国時代）より農民の再生産活動を支援する見地から種貸が行われたと考えられているが、中世期の実態については明らかにされていない。
具体的な記録が現れるのは江戸時代に入ってからで、松平康次が丹波国に移封になった折に旧領の住人に対して未進年貢は免除するものの、種貸の分は新領主に返済すべきであるとする江戸幕府の命令が残されている。
これは未進年貢が旧領主に対する領民の債務であり、これを存置させることが新領主の統治の妨げになると考えられた一方で、種貸は地域社会の危機（凶作やこれに伴う飢饉）に対する備えの一環であり、領主が変わっても継続される性質のものとみなされていたことによる。江戸幕府も寛永の大飢饉の翌年（寛永20年）に大規模な種貸を行っている。
江戸時代中期になると、種貸に関する規定が整備されるようになった。それによれば、民から種貸の出願があった場合には、反別改めなどの実地調査を行って不足分を確定させ、その後種籾であれば1反につき6-7升、麦種であれば1反につき1斗が支給され、場合によっては代わりに代金となる金銭が貸与される場合もあった。翌年以後に3割の利息を付けた形で3-5年の年賦によって返済させた。また、新田開発などこれから農地を開く場合にも種貸が行われる場合もあった。